# Бубон (древний город)
Бубон (др.-греч. Βούβων) — древний город в Ликии, области на южном побережье Малой Азии. Развалины находятся на вершине холма Дикмен (тур. Dikmen Tepe) высотой 1382 м в 2,5 км к югу от деревни Ибеджик (İbecik) в районе Гёльхисар в Турции.

## История
Плиний Старший сообщает об особом виде «креты» (лат. creta) — «сукновальной глины», которая широко использовалась в производстве сукна, в окрестностях Бубона.
Основателем города считался разбойник Бубон.
Бубон представлял собой небольшую и относительно богатую аграрную общину.
Бубон принадлежал к Тетраполю (др.-греч. τετράπολις), то есть союзу четырёх городов, куда входила Кибира, Бальбуры и Эноанды. В союзе наиболее крупный и сильный город Кибира имел два голоса, а остальные города — по одному. Римский военачальник Мурена около 84—82 гг. до н. э. покончил с властью тиранов в Кибире, распустил Тетраполь и присоединил Эноанды, Бальбуры и Бубон к Ликийскому союзу.
В римский период в городе были низкие крепостные стены, агора (форум), театр и небольшой стадион. В городе жило несколько тысяч человек. Город имел самоуправление, пока сохранял лояльность и платил дань римской провинциальной администрации.
Среди руин театра находится надпись, рассказывающая о том, как император Коммод (177—192) похвалил город за разгром банды разбойников. Бубон в результате, сообщает надпись, был награждён дополнительным голосом на провинциальном собрании.
В римскую и византийскую эпоху в Бубоне существовала епископская кафедра Константинопольского патриархата. Ныне титулярная кафедра Католической церкви.

## Себастион
В римскую эпоху в Бубоне был зал императоров — Себастион (Σεβαστεῖον). Себастионы были храмоподобными зданиями, уникальными для греческого Востока, которые были построены для размещения почётных статуй императорской семьи. Статуи (больше натуральной величины) располагались на высокой платформе над зрителем в П-образном зале.
Себастион построен местной знатью при императоре Нероне, правившем в 54—68 годах, и использовался в течение 200 лет, пока не был разрушен и засыпан землёй при землетрясениях.
В Себастионе изначально находились статуи Нерона и его супруги Поппеи Сабины. По словам Шакира Демирока (Şakir Demirok), сотрудника Археологическом музее Бурдура в Себастионе в статуях было представлено как минимум 14 человек — 11 императоров и три императрицы, последним из которых был Галлиен, самостоятельно правивший с 260 по 268 год. Статуя Галлиена была удалена, его имя стерто с постамента, который позже был использован для статуи Марка Аврелия.

## Бронзы из Бубона

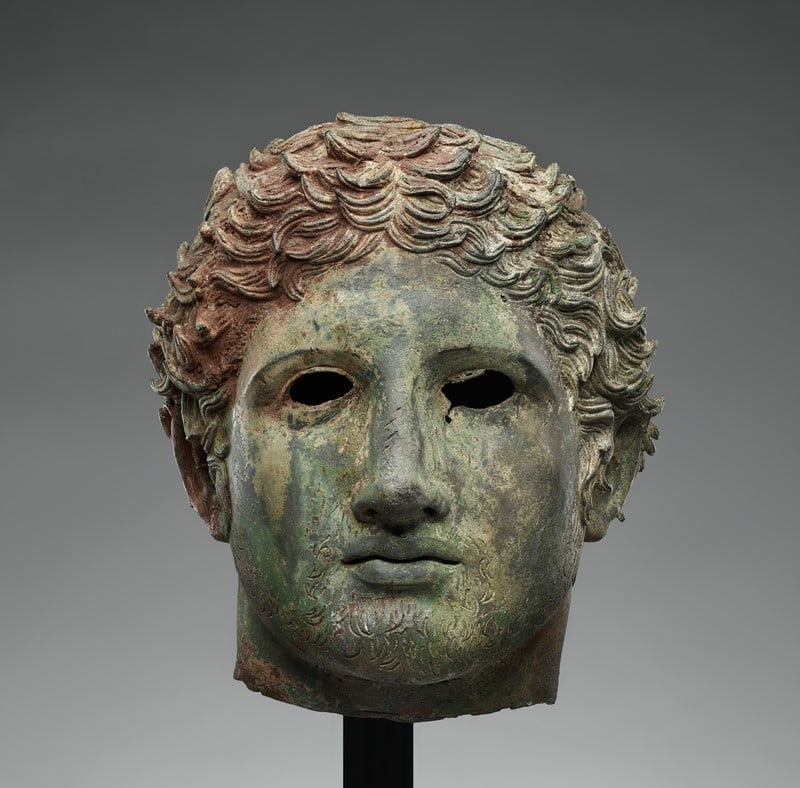
Бронзовая голова статуи юноши

Археологический памятник был разграблен в конце 1950-х и в 1960-е годы местными крестьянами. Как заявил сотрудник прокуратуры округа Манхэттен Мэттью Богданос:
В то время мародерство осуществлялось как обычная коммерческая деятельность для жителей деревни.
Некоторые бронзы вывезены в Измир и проданы арт-дилеру, которого фермеры знали как «американец Боб». По версии следствия, им был один из крупнейших арт-дилеров Роберт Хехт (1919—2012). Роберт Хехт продал пять бронз — четыре статуи и голову — бостонскому коллекционеру Чарлзу Липсону (Charles S. Lipson), который перепродал их через нью-йоркскую галерею.
Статуя Валериана без головы, спрятанная в местном лесу, найдена турецкой полицией 13 мая 1967 года и находится в Археологическом музее Бурдура. Местонахождение головы неизвестно.
После обнаружения статуи Валериана Археологический музей Бурдура поручил своему сотруднику Мехмету Йылмазу (Mehmet Yılmaz) провести раскопки в Бубоне.
В 1967 году бронзы появились в США. Впервые внимание к ним куратор бостонского Музея изящных искусств Корнелиус Вермюль (1925—2008) на ежегодном собрании Американского археологического института в Бостоне в 1967 году.
По словам турецкого министра культуры и туризма Мехмета Нури Эрсоя, бронзовая голова статуи Септимия Севера была контрабандой вывезена за границу и в 1970 году продана арт-дилером Робертом Хехтом Новой глиптотеке Карлсберга в столице Дании, Копенгагене.
Турецкий археолог Жале Инан (1914—2001) на 1973/74 учебный год была приглашена в Институт перспективных исследований в Принстоне. В этот период она узнала о появлении бронз из Турции в коллекциях США.
В 1973 году Жале Инан посетила место раскопок в Бубоне.
Жале Инан провела расследование, побеседовала с жителями деревни Ибеджик, которые признали, что принимали участие в незаконных раскопках. На фотографиях бронз, контрабандой перевезенных в США, они узнали эти статуи, обнаруженные во время незаконных раскопок. На основе этих свидетельств и надписей на постаментах Инан установила и позднее доказала тесные связи с бронзами, появившимися в США в 1967 году.
Жале Инан опубликовала в 1977 году обширную статью «Бронзовый торс в музее Бурдура из Бубона и бронзовая голова в музее Ж. Пола Гетти» в ежегодном журнале Istanbuler Mitteilungen, издаваемом Германским археологическим институтом в Стамбуле.
В 1979 году Жале Инан посетила  Новую глиптотеку Карлсберга. Инан и куратор музея пришли к выводу, что датская голова статуи Септимия Севера и нью-йоркская статуя без головы Септимия Севера представляют собой две части одной статуи. Статуя была собрана вместе для временной выставки.
В результате раскопок, продолжавшихся 11 дней с 20 июня по 1 июля 1990 года Себастион был полностью раскопан. Раскопки проводились по поручению Главного управления памятников и музеев Министерства культуры под научным руководством Жале Инан.
После раскопок, в 1994 году Жале Инан опубликовала книгу «Новейшие исследования Себастиона Бубона и его статуй» (Boubon Sebasteionu ve Heykelleri Üzerine Son Araştırmalar), в которой описала местоположение бронз. Как она полагает, в Себастионе стояли статуи братьев по усыновлению Луция Вера и Марка Аврелия, Септимия Севера и его сына Каракаллы (в юном и зрелом возрасте), дочери Септимия Севера, Валериана, правившего в 253—260 годах, и Коммода.
В 2021 году глава отдела с незаконным оборотом культурных ценностей Министерства культуры и туризма Турецкой Республики Зейнеп Боз (Zeynep Boz) и сотрудники Археологического музея Бурдура продолжили расследование. На показаниях 10 местных фермеров был подан иск о репатриации, который поддержала прокуратура округа Манхэттен. В 2022 году Турции вернули бронзовую статую римского императора Луция Вера, датируемую II веком, конфискованную у филантропа Шелби Уайт (Shelby White; род. 1938).
С 2011 года в Метрополитен-музей выставлял бронзовую «статую обнаженного мужчины» без головы, датируемую 225 годом, по мнению исследователей изображающую римского императора Септимия Севера, правившего в 193—211 годах. Прокуратура округа Манхэттен конфисковала статую и вернула её Турции.
Также Турции из Метрополитен-музея в апреле 2023 года вернули повреждённую бронзовую голову римского императора Каракаллы. Голова, датируемая 211—217 годами, в 1967—1990 годах находилась в собрании Норберта Шиммеля (Norbert Schimmel; 1904—1990).
В марте 2023 года в Музее греческого, этрусского и римского искусства в Фордемском университете была конфискована голова статуи юного Каракаллы, датируемая 198—202 годами. В мае голова возвращена Турции. В 2023 году прокуратура округа Манхэттен конфисковала у Вустерского музея искусств и вернула Турции бронзовый бюст женщины. Бюст датируется 160—180 годами. В 2024 году Музей Гетти вернул голову статуи юноши, купленную в 1971 году у дилера Николаса Кутулакиса (Nicolas Koutoulakis; 1910—1996). Статуя датируется периодом между I веком до н. э. и I веком н. э.
Основываясь на аргументах Инан, посол Турции в Дании Хакан Текин (Rıza Hakan Tekin; род. 1967) официально потребовал в мае 2023 года вернуть бронзовую голову статуи Септимия Севера. Новая глиптотека Карлсберга поддержала просьбу Турции в 2024 году. Как заявила директор глиптотеки Гертруд Хвидберг-Хансен (Gertrud Hvidberg-Hansen; род. 1968):
Уникальные археологические сокровища из Бубона были незаконно проданы коллекционерам и музеям по всему миру. За последние годы большое количество этих предметов, особенно тех, которые хранятся в коллекциях в США, было возвращено. Эти факторы способствовали нашему решению удовлетворить просьбу Турции.
Художественный музей Кливленда воспротивился конфискации прокуратурой округа Манхэттен статуи без головы, по версии следствия, изображающей Марка Аврелия. Статуя датирована концом II века. Музей приобрёл статую в 1986 году.
| - Повреждённая бронзовая голова статуи Каракаллы, 211—217 годы - Бронзовая голова статуи Септимия Севера, 225 год - Женский бюст, 160–180 годы - Статуя Марка Аврелия, конец II века |